# يهويل هيريرا
يهويل هيريرا (بالإسبانية: Jhoel Herrera)‏ (9 يوليو 1980 بليما في بيرو - ) هو مدرب كرة قدم ولاعب كرة قدم بيروفي في مركزي الظهير والدفاع. شارك مع منتخب بيرو لكرة القدم. أما مع النوادي، فقد لعب مع أليانزا ليما والجامعي دي بيرو وخوان أوريتش وسيينسيانو ونادي سبورتينغ كريستال واتحاد هوارال وكورونل بولوجنسي وCusco FC ‏ وGKS Bełchatów ‏ وTotal Chalaco ‏.

## وصلات خارجية
- يهويل هيريرا على موقع الاتحاد الدولي (مؤرشف)  (الإنجليزية)
- يهويل هيريرا على موقع قاعدة بيانات كرة القدم.إي يو (الإنجليزية)
- يهويل هيريرا على موقع ناشيونال فوتبول تيمز (الإنجليزية)
- يهويل هيريرا على موقع Soccerway.com (الإنجليزية)